# Lamprologus finalimus
Lamprologus finalimus — вид окунеподібних риб родини цихлових (Cichlidae).

## Поширення
Вид трапляється в озері Танганьїка, де він відомий тільки з типової місцевості — Увіра в Демократичній Республіці Конго — у північній частині озера.

## Опис
Цей вид може виростати до 4,5 см завдовжки.